# Neosparassus conspicuus
Neosparassus conspicuus är en spindelart som först beskrevs av Ludwig Carl Christian Koch 1875.  Neosparassus conspicuus ingår i släktet Neosparassus och familjen jättekrabbspindlar.
Artens utbredningsområde är Queensland. Inga underarter finns listade i Catalogue of Life.